# Amata uelleburgensis
Amata uelleburgensis là một loài bướm đêm thuộc phân họ Arctiinae, họ Erebidae.